# Terminal Tower
Terminal Tower  — 52-поверховий хмарочос в Клівленді, штат Огайо, США. Висота хмарочосу становить 235 метрів. Будівництво велося з 1926 по 1928 рік і було відкрито у 1930 році. На момент відкриття був другим за висотою хмарочосом у світі після Крайслер Білдінг. Також був найвищим хмарочосом Північної Америки, за виключенням Нью-Йорку, з 1930 по 1964 рр, коли було збудовано Prudential Tower в Бостоні.

## В попкультурі
- Terminal Tower присутній в деяких сценах таких фільмів як: The Fortune Cookie (1966), The Deer Hunter (1978), A Christmas Story (1983), and Major League (1989).
- Клівлендський гурт Pere Ubu у 1985 році випустив збірку старих хітів під назвою Terminal Tower: An Archival Collection.
- Terminal Tower можна побачити в деяких сценах фільму Людина-павук 3 (2007).